# Данилівка (зупинний пункт, Південно-Західна залізниця)
Данилівка (до 2023 року 888-й км) — пасажирський зупинний пункт Південно-Західної залізниці (Україна), розташований на дільниці Фастів I — Київ-Волинський між станцією Васильків I (відстань — 5 км) і зупинним пунктом Глеваха (2 км). Відстань до ст. Фастів I — 32 км, до ст. Київ-Волинський — 25 км.
Розташований на території Калинівської селищної ради Васильківського району Київської області, за 1 км на північний схід від смт Калинівки. На північ від зупинного пункту знаходяться садово-дачні ділянки, а за 1 км на південний схід — військовий аеродром «Васильків». Має дві низькі платформи берегового типу.